# Ellen Pompeo
Ellen Kathleen Pompeo (Everett, Massachusetts, 10 de novembre de 1969) és una actriu estatunidenca coneguda pel seu paper de Meredith Grey en la sèrie de televisió de l'ABC, Grey's Anatomy.

## Biografia
Ellen Pompeo va néixer a Everett (Massachusetts), als afores de Boston. És la petita d'una família de sis germans molt més grans que ella. Amb tan sols quatre anys va perdre la seva mare i poc després al seu pare, Joseph Pompeo. Llavors va decidir traslladar-se amb la seva família a Nova York. Ellen va abandonar aviat els estudis i es va traslladar a Miami anys més tard per esdevenir cambrera abans de tornar a Nova York, on va realitzar el seu primer anunci quan un representant es va proposar al bar que treballava. Es va sentir atreta per l'actuació i va tenir algunes aparicions mínimes en sèries importants, a més d'algun paper en pel·lícules de baixa categoria.
El 9 de novembre de 2007 es va casar amb el seu promès, Chris Ivery, a Nova York, en una cerimònia civil oficiada per l'alcalde Michael Bloomberg. L'abril del 2009 es va donar a conèixer l'embaràs d'Ellen. El 15 de setembre d'aquest mateix any va donar a llum a una nena, la primera filla del matrimoni: Stella Lluna Ivery Pompeo.

## Carrera
El 2002 va participar en la pel·lícula Moonlight Mile amb Jake Gyllenhaal, un dels seus actors predilectes. En la mateixa pel·lícula va compartir cartell amb Dustin Hoffman i Susan Sarandon. Seguidament, Steven Spielberg la va triar per a un paper secundari en Catch Me If You Can (2002)-interpretant a Marcie, una de les dones abandonades per l'estafador Frank Abagnale Jr (Leonardo DiCaprio)-. En Daredevil (2003) va ser la secretària del protagonista (Ben Affleck), un paper que en principi havia de tenir pes en la pel·lícula però que, finalment, el director va minvar a la taula de muntatge. El 2004 va rodar Old School, una típica comèdia nord-americana que, malgrat el seu èxit en taquilla, va poder danyar la seva incipient carrera. També va fer una breu aparició en la pel·lícula Mambo Cafè amb Thalía, Paul Rodríguez, Rosana DeSoto i Danny Aiello. Quan ja es donava per vençuda i va començar a conformar amb papers insignificants, li arriba l'oportunitat de convertir-se en la protagonista de Grey's Anatomy (2005-actualitat).
Des de llavors, va ser dirigint la seva carrera cap a la televisió, on interpreta la doctora Meredith Grey. Ha aparegut així mateix en sèries tan importants com Law & Order, a més d'un famós cameo en Friends.
El 2013 va guanyar un People Choice Award per la seva actuació en Grey's Anatomy.

## Filmografia

### Cinema
| Any  | Títol                                 | Paper                 | Notes              |
| ---- | ------------------------------------- | --------------------- | ------------------ |
| 1995 | Do You Have the Time                  | Woman                 | Curt               |
| 1999 | 8 ½ x 11                              | Human Resources Woman | Curt               |
| 1999 | Coming Soon                           | Upset Girl            |                    |
| 2000 | Eventual Wife                         | Beth                  | Curt               |
| 2000 | In the Weeds                          | Martha                |                    |
| 2000 | Mambo Café                            | Stacy                 |                    |
| 2002 | Moonlight Mile                        | Bertie Knox           |                    |
| 2002 | Catch Me If You Can                   | Marci                 |                    |
| 2003 | Old School                            | Nicole                |                    |
| 2003 | Daredevil                             | Karen Page            |                    |
| 2003 | Undermind                             | Flynn                 |                    |
| 2004 | Nobody's Perfect                      | Veronica              | Curt               |
| 2004 | Art Heist                             | Sandra Walker         |                    |
| 2004 | Eternal Sunshine of the Spotless Mind | Naomi                 | Escenes esborrades |
| 2005 | Life of the Party                     | Phoebe Elgin          |                    |

## Premis i nominacions

### Nominacions
- 2007. Globus d'Or a la millor actriu en sèrie dramàtica per Grey's Anatomy